# توم باكستون
توم باكستون (بالإنجليزية: Tom Paxton) (و. 1937 – م) هو مغن مؤلف، ومغن، وموسيقي، وعازف قيثارة، وكاتب من الولايات المتحدة الأمريكية ولد في شيكاغو.

## التعليم
تعلم في جامعة أوكلاهوما.

## روابط خارجية
- توم باكستون على موقع IMDb (الإنجليزية)
- توم باكستون على موقع الموسوعة البريطانية (الإنجليزية)
- توم باكستون على موقع ميوزك برينز (الإنجليزية)
- توم باكستون على موقع أول موفي (الإنجليزية)
- توم باكستون على موقع قاعدة بيانات الأفلام السويدية (السويدية)
- توم باكستون على موقع إن إن دي بي (الإنجليزية)
- توم باكستون على موقع أول ميوزيك (الإنجليزية)
- توم باكستون على موقع ديسكوغز (الإنجليزية)
- توم باكستون على موقع ديسكوغز (الإنجليزية)
- توم باكستون على موقع كينوبويسك (الروسية)